# شاهرودی
شاهرودی به معنای منسوب به شاهرود از نام‌های خانوادگی در ایران است. در زیر افرادی با این نام خانوادگی فهرست شده‌اند:
- سید محمود هاشمی شاهرودی مجتهد شیعی و سیاستمدار
- علی سعیدی شاهرودی نماینده ولی فقیه در سپاه پاسداران انقلاب اسلامی
- محمدحسین احمدی شاهرودی نماینده مردم خوزستان در مجلس خبرگان رهبری
- سید علی اصغر معصومی شاهرودی
- اسماعیل شاهرودی شاعر
- افشین شاهرودی فرزند اسماعیل شاهرودی، شاعر، عکاس و منتقد هنری
- رضا شاهرودی بازیکن سابق فوتبال
- سید محمد حسینی شاهرودی مرجع تقلید